# Lithophane alaina
Lithophane alaina är en fjärilsart som beskrevs av Charles Boursin 1957. Lithophane alaina ingår i släktet Lithophane och familjen nattflyn. Inga underarter finns listade i Catalogue of Life.